# Fang Congyi

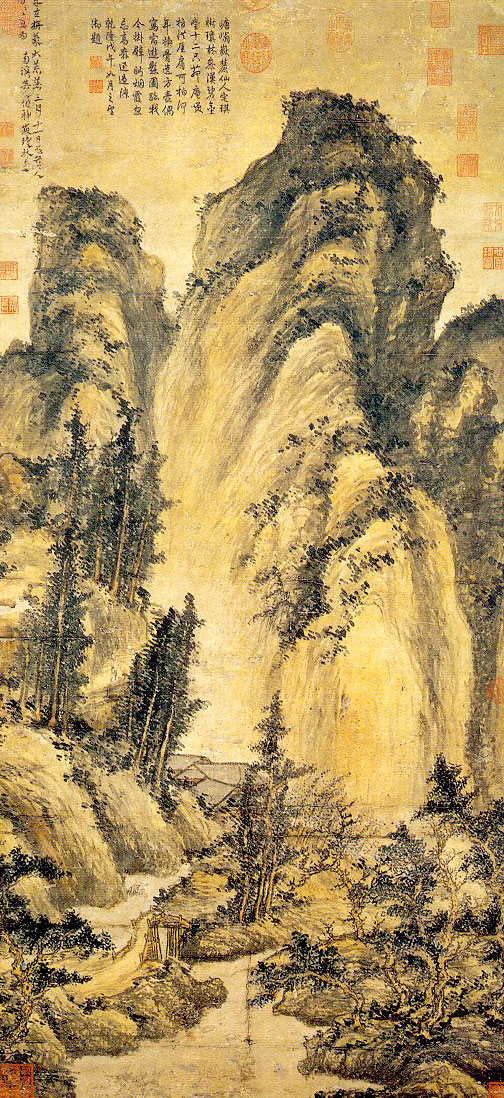
Bois précieux et montagnes sacrées pat Fang Congyi en 1365.

Fang Congyi ou Fang Ts'ong-I ou Fang Ts'ung-I, surnom : Wuyu, noms de pinceau : Fanghu, Jimmen Yuke, Bumang Doaren. Peintre chinois du XIVe siècle, né à Guixi (province du Jiangxi). Ses dates de naissance et de décès ne sont pas connues avec exactitude, elles se situent vers 1301 et après 1380 et il est actif dans la seconde moitié du XIVe siècle.

## Biographie
Moine taoïste au temple Shangqing dans sa province natale, il est connu comme paysagiste pour son style spontané,  éclaboussé et son exécution rapide avec un pinceau chargé d'encre. Il suggère avec subtilité les paysages brumeux. Très estimé à son époque, son style rappelle celui du grand paysagiste Gao Kegong, tandis que son travail de pinceau évoque celui des deux Mi (Mi Fu et Mi Youren).

## Influence de style
Dans ses paysages, les montagnes rugueuses s'élèvent avec puissance au-dessus des vallées comme autant de masses vivantes ; les pins tourmentés amplifient cette impression de violence et des points vigoureux accentuent ce mouvement général. La distribution des taches de brouillard fait penser à Fan Kuan et Li Tang.
Certaines œuvres de Fang exprime une version taoïste du monde. Il entre en religion dans sa jeunesse et sert comme prêtre dans un temple taoïste du Jiangxi à partir des années 1350. Il prend le nom de Fanghu, ou « Pot Carré », nom de l'une des îles légendaires des immortels. Son œuvre la plus impressionnante qui subsiste est peinte en 1365 et est intitulée Bois précieux et montagnes sacrées. La composition suit des modèles établis, ceux de Gao Kegong et des traditions Song sur lesquelles est basé le style de Gao. Fang est répertorié dans les écrits chinois comme un disciple de Gao Kegong et Mi Fu. Toutefois, à d'autres égards, il s'accorde mieux avec la nouvelle manière expressionniste suprêmement illustrée par Wang Meng.
Aucun document n'atteste que les deux artistes se soient connus, mais comme Fang fréquente les milieux lettrés et Wang les temples bouddhiques et taoïstes, et qu'ils ont des amis communs, il y a de fortes chances pour que chacun ait connaissance du travail de l'autre. Ici, Fang Congyi déstabilise les formes de son paysage par un travail au pinceau tumultueux et fluctuant, comme le fait Wang Meng dans Séjour dans les monts Qingbian l'année suivante ; Si Wang exprime de cette façon son trouble personnel et Fang une vision taoïste, cela souligne seulement cette vérité que les formes et les styles ne véhiculent pas, dans l'art, des significations figées. Les sommets montagneux de Fang se hissent en hauteur et s'inclinent sur les flancs ; en bas, les arbres s'élancent dans une danse énergique ; l'application insistante et oblique du dian, ou pointillé, donne l'impression qu'il vibre à la surface des masses au lieu d'adhérer à elles.

## Témoignage pictural
Dans la cosmologie taoïste, la matière n'existe qu'à l'état fluide et mouvant, tandis que la substance amorphe primordiale de l'univers (qi) se fond et se dissout, et cette conception semble sous-tendre la peinture de Fang Congyi. Passant par le mont Wuyi en bateau de 1359, est la plus ancienne œuvre datée par l'artiste qui subsiste de Fang Conyi, mais aussi l'une de ses plus radicales dans le style. Elle est peinte pour un certain Zhou, qui a fait quelque temps auparavant la spectaculaire descente en bateau du Fleuve aux Neuf méandres passant par le mont Wuyi, à l'est de la province du Fujian. Une année s'écoule depuis leur séparation et Fang, inquiet pour lui, peint ce tableau « à la manière de Juran » en mémoire du voyage, écrivant le titre dans un style archaïque sur la partie supérieure droite et une inscription dédicatoire à gauche, dans son élégant caoshu, ou écriture « d'herbe » (cursive).

## Style spécifique
Des appréciations chinoises de la peinture affirment qu'elle aussi est exécutée dans le style caoshu, en touches rapides et cursives, et qu'elle est un magnifique spécimen de sa manière de peindre. Le pinceau ne s'arrête nulle part pour insister sur une différenciation dans la texture ou le détail, mais il transforme les masses en pur mouvement, faisant des berges et des arbres un enchevêtrement de traits emmêlés. L'énorme falaise se dresse à pic pour s'évaser au sommet dans une explosion d'énergie évoquant des herbes agitées par le vent et sa forme rappelle le champignon de la science taoïste mais aussi le que (pilier) de la cosmologie divine des Han et des Six Dynasties, qui marque la présence de la divinité dans un paysage. Le pointillage clairsemé crée une vibration encore plus puissante que celle de Bois précieux et montagnes sacrées. L'impression de totale spontanéité trompe néanmoins sur le soin avec lequel l'artiste construit sa scène, opposant la rive plus noire, plus pleinement définie du premier plan à la rive plus lointaine et plus pâle, manipulant l'espace et l'atmosphère comme un maître de la période Song du Nord.
À côté de ces paysagistes de la fin des Yuan aux styles fortement personnels, il en existe d'autres dont les réalisations sont plus modestes mais toujours respectables, et qui fusionnent les innovations de l'époque dans un style de paysage cohérent et maniable que perpétuent les artistes lettrés du début des Ming.

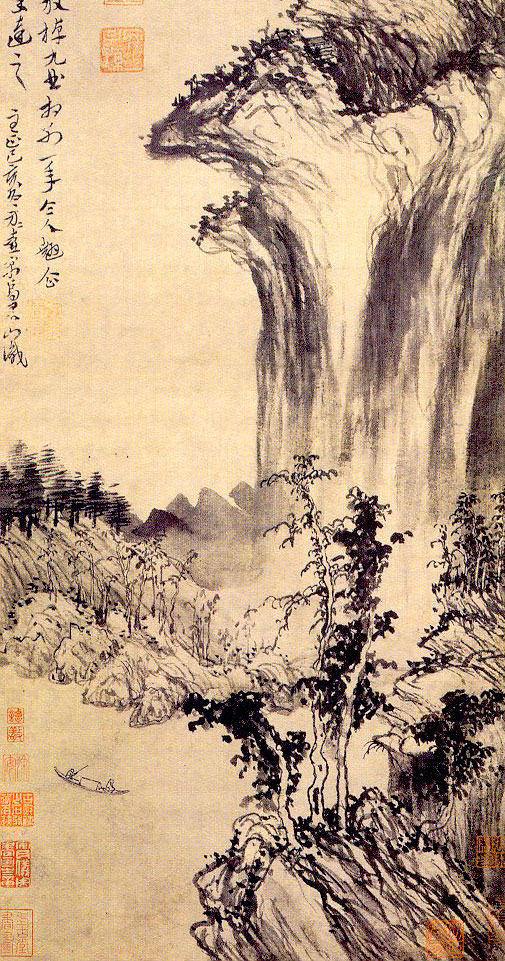
Passant par le mont Wuyi en bateau par Fang Congyi en 1359.

## Musées
- Beijing (Musée du palais impérial) :
  - Passant par le mont Wuyi en bateau, rouleau mural, encre sur papier, daté 1359. 74,4x27,8 centimètres.
- Osaka (mun. Art Mus.):
  - Grand soleil sur la cascade à l'automne.
- Pékin (Palais impérial):
  - Monts dans le brouillard et les nuages, voyageur suivi d'un serviteur portant un luth, signé et daté 1378, signé et poèmes de quatre contemporains, colophon de Dan Shao daté 1385.
  - Montagnes dans les nuages signé et daté 1365.
- Shanghai :
  - Dans les profondeurs des montagnes nuageuses, daté 1392 par le colophon, encre sur papier, rouleau en hauteur.
- Taipei (Nat. Palace Mus.):
  - Bois précieux et montagnes sacrées, daté 1365, rouleau mural, encre et couleurs sur papier. 120,3x55,7 centimètres.
  - Sur un bateau à Huishan.
  - Montagnes immortelles et bois lumineux signé et daté 1364, encre et couleurs sur papier, rouleau en hauteur, œuvre exécutée pour un ami taoïste de l'artiste.